# RJ-160
A RJ-160 é uma rodovia brasileira do estado do Rio de Janeiro. Inicia no entroncamento com a RJ-116, passa pelo centro das cidades de Cordeiro e Cantagalo, passa pelos Distritos de Santa Rita da Floresta, em Cantagalo, e Córrego da Prata, no Carmo terminando no entroncamento com a RJ-158, próximo à divisa com o Estado de Minas Gerais, com uma extensão total de 53 Km e está no pacote de concessões de rodovia proposto pelo GERJ.